# Hadula nefasta
Hadula nefasta är en fjärilsart som beskrevs av Rudolf Püngeler 1907. Hadula nefasta ingår i släktet Hadula och familjen nattflyn. Inga underarter finns listade i Catalogue of Life.